# むろずみこども園
むろずみこども園（ - こどもえん）は、福岡県福岡市早良区の室見川沿いの室住団地のなかにある、「むろずみ幼稚園」と「むろずみ保育園」を併設した施設である。

## 概観
1971年(昭和46年)5月室住幼稚園として設立され、保育所の待機児童や幼稚園の定員割れの解消などを目的として2007年にむろずみ保育園を設立。認定こども園として新たに開設されたが、2015年に認定を返上した。福岡こども短期大学の附属幼稚園として、教育実習などで連携を取りながら様々な行事で支援が行われている。

## 沿革
- 1956年 - 学校法人高宮学園設立
- 1971年4月 - 室住幼稚園設立
- 1979年3月 - 学校法人都築第一学園設立。室住幼稚園を学校法人都築第一学園へ設置者変更認可
- 2005年12月 - 法人事務所を移転
- 2007年4月 - 室住幼稚園をむろずみ幼稚園に名称変更。認可むろずみ保育園設立、認定こども園むろずみこども園開設
- 2015年4月 - 認定こども園の認定を返上

## 所在地
- 福岡県福岡市早良区室住団地48-1

## 服装
- 3・4・5歳児のみ制服あり